# Аод
Аод, сын Геры (греч. Ἀώδ, ивр. אֵהוּד בֶּן‑גֵּרָא‎, Эхуд бен Гера) — второй судия Израильский. Происходил из колена Вениаминова. Известен тем, что освободил израильтян от Еглона, царя Моавитского, угнетавшего их 18 лет. Его история изложена в 3 главе Книги Судей.
Израильтяне послали Аода с дарами к Еглону, в знак своего подданства. Под предлогом, что он имеет сказать тайное слово, испросил себе тайную аудиенцию у Еглона, и затем, оставшись с ним наедине, вынул меч с правого бедра и левою рукою (потому что, подобно многим из вениамитян, был левшой) нанес царю в чрево смертельную рану. Обычай передавать конфиденциальные известия тайно, с глазу на глаз, кажется, был так обычен, что царедворцы Еглона тотчас же удалились из царских покоев, лишь только узнали о желании Аода. Затем Аод ушёл на гору Ефремову, где трубою созвал угнетённых израильтян. Затем он со своими сподвижниками перехватил все переправы через Иордан и истребил среди моавитян до десяти тысяч самых лучших воинов.
Аод был судьёй Израильским и мир, доставленный им, продолжался до самой его смерти.